# Zdiměřice (Načeradec)
Zdiměřice (německy Sdimierschitz) jsou malá vesnice, část obce Načeradec v okrese Benešov. Nachází se asi 6 km na jih od Načeradce. V roce 2009 zde bylo evidováno 15 adres.
Zdiměřice leží v katastrálním území Zdiměřice u Načeradce o rozloze 2,32 km².

## Historie
První písemná zmínka o vesnici pochází z roku 1459.